# Mezquita Katib al-Wilaya
La mezquita Katib al-Wilaya o mezquita Welayat (en árabe: جامع الولايات‎) es una pequeña mezquita histórica situada a lo largo de la calle Omar Mukhtar en Gaza, en el barrio Zaitún de la Ciudad Vieja. La mezquita fue construida por los mamelucos Burji en 1432. Sin embargo, la estructura podría ser más antigua, de 1344. Las ampliaciones en la parte occidental de la mezquita fueron encargadas en 1584 por Ahmed Bey, el secretario otomano del Valiato de Siria (provincia de Siria). La transliteración árabe del Valiato de Damasco era Wilayat Dimashq, de ahí el nombre de la mezquita Katib al-Wilaya («el secretario del estado»).
La mezquita sufrió importantes daños durante la guerra de Gaza, como resultado del ataque aéreo israelí contra la cercana iglesia de San Porfirio.

## Arquitectura
El cuerpo principal de la mezquita era la sala de oración, de planta rectangular y datada del periodo mameluco. La entrada se encontraba en el muro de la qibla (que indica la dirección de La Meca).
El alminar de la mezquita, que se eleva sobre el muro oriental de la misma, estaba junto al campanario de la iglesia de San Porfirio. El historiador palestino Aref al-Aref dice que una leyenda local atribuye esta posición del edificio a las órdenes del califa rashidun, Umar ibn al-Jattab, al general musulmán Amr ibn al-As de construir una mezquita junto a cada iglesia en las tierras conquistadas por los musulmanes. Otra anécdota afirma que la mezquita había sido anteriormente un monasterio conocido como Deir Salm al-Fadail. Ambos relatos carecen de cualquier base verificable aparte del folclore local.
En 1432, el minarete fue restaurado por Sayf al-Din Inal, el mameluco burji que más tarde se convirtió en sultán en 1453.

## Historia

### Bombardeo de la mezquita
El 19 de octubre de 2023, durante la guerra en Gaza, Israel lanzó una serie de ataques aéreos contra la mezquita, lo que provocó importantes daños en la misma. El complejo de la iglesia albergaba a cientos de palestinos desplazados en el momento del ataque aéreo, ya que se había convertido en un lugar de refugio para numerosos residentes cristianos y musulmanes en Gaza durante la guerra. El ataque provocó dieciocho víctimas mortales y numerosos heridos. Euro-Med Human Rights Monitor acusó a la ocupación israelí de «destruir intencionadamente» monumentos históricos y culturales en Gaza. La organización exigió una investigación internacional sobre la destrucción del patrimonio cultural palestino por parte de Israel.
Una investigación llevada a cabo por Amnistía Internacional, determinó que el ataque contra la mezquita fueron indiscriminados o ataques directos contra civiles o bienes civiles, que deben ser investigados como crímenes de guerra. Para realizar su investigación Amnistía Internacional visitó los lugares de los ataques, tomó fotografías de las consecuencias de cada uno de ellos y entrevistó a un total de catorce personas, entre ellas nueve supervivientes, otros dos testigos, un familiar de las víctimas y dos dirigentes religiosos. Las autoridades israelíes no publicaron ninguna prueba creíble sobre el motivo de estos ataques. Por el contrario, en el caso del bombardeo del edificio de la iglesia, el ejército israelí publicó información contradictoria.